# ۱۰۸ (قمری)
۱۰۸ (قمری)، صد و هشتمین سال در گاهشماری هجری قمری است. اول محرم این سال برابر با دوازدهم مه سال ۷۲۶ میلادی است.